# Dicranomyia grossa
Dicranomyia grossa là một loài ruồi trong họ Limoniidae. Chúng phân bố ở vùng Tân nhiệt đới.